# كلايتون لوف
كلايتون لوف (بالإنجليزية: Clayton Love)‏ هو عازف بيانو أمريكي، ولد في 16 نوفمبر 1927، وتوفي في 28 فبراير 2010.

## روابط خارجية
- كلايتون لوف على موقع IMDb (الإنجليزية)
- كلايتون لوف على موقع ميوزك برينز (الإنجليزية)
- كلايتون لوف على موقع ديسكوغز (الإنجليزية)